# 杜式方
杜式方（8世纪？—822年4月24日），字孝元，京兆府万年县（今陕西省西安市长安区）人，杜佑之子。

## 生平
杜式方以恩荫授扬府参军，转任常州晋陵尉。浙西观察使王纬辟为从事，入朝为太子通事舍人，改任太常寺主簿。他考定音律，深为太常卿高郢所赏识。杜佑镇扬州，家财钜万，甲第在安仁里，杜城有别墅，亭馆林池，为城南之最。兄弟都在朝廷，与时贤同游，乐而有节。杜佑入中书，杜式方出为昭应县令。丁父忧，服丧完毕，转任司农少卿，赐金紫，加正议大夫、太仆卿。元和九年（814年）三月，唐宪宗召其子杜悰见于麟德殿前，各赐绯衣，许尚公主。杜式方以皇亲称移不视事。杜式方弟兄和睦。其弟杜從郁有痼疾，杜式方亲自为他煎调药物，药膳水饮，非经杜式方之手，不入于口。杜从郁去世后，杜式方终年哭号哭泣。唐穆宗即位，元和十五年（820年）二月廿三，以太仆卿杜式方为桂州刺史，兼御史中丞，充桂管观察都防御使。长庆二年三月二十九日（822年4月24日），杜式方去世，唐穆宗为之罢朝一日，赠礼部尚书，同年十一月四日（822年12月20日）葬于京兆少陵原太师杜佑墓旁。

## 家庭

### 夫人
- 陇西李氏，出自姑臧房，绵州司马李献曾孙女，德州平昌尉李全一孙女，歙州长史李则第二女，寿州刺史河南元从外孙女[1]

### 子孙
- 杜惲，嗣爵，富平县尉
- 杜憓，興平县尉
- 杜悰，字永裕
  - 杜裔休，字徽之
  - 杜述休
  - 杜孺休，字休之
- 杜恂
- 杜慆，泗州刺史